# 34772 Lirachel
34772 Lirachel este o planetă minoră (asteroid) din centura de asteroizi. A fost descoperită pe 25 august 2001 la Experimental Test Site⁠(d) de Lincoln Near-Earth Asteroid Research. 
Obiectul prezintă o orbită caracterizată de o semiaxă mare de 2,5673006 UAi, o excentricitate de 0,15, o înclinație de 6,68204 ° în raport cu ecliptica.